# Barcelona Open 2021 - Qualificazioni singolare
Le qualificazioni del singolare maschile del Barcelona Open 2021 sono state un torneo di tennis preliminare per accedere alla fase finale della manifestazione. I vincitori dell'ultimo turno sono entrati di diritto nel tabellone principale. In caso di ritiro di uno o più giocatori aventi diritto a questi sono subentrati i lucky loser, ossia i giocatori che hanno perso nell'ultimo turno ma che avevano una classifica più alta rispetto agli altri partecipanti che avevano comunque perso nel turno finale.

## Teste di serie
1. Tennys Sandgren (primo turno)
2. Mikael Ymer (primo turno)
3. Pedro Martinez (ritirato)
4. Michail Kukuškin (primo turno)
5. Dennis Novak (primo turno)
6. Il'ja Ivaška (qualificato)

1. Peter Gojowczyk (ultimo turno)
2. Antoine Hoang (primo turno)
3. Sumit Nagal (qualificato)
4. Federico Gaio (ultimo turno)
5. Jurij Rodionov (primo turno)
6. Henri Laaksonen (primo turno)

## Qualificati
1. Bernabé Zapata Miralles
2. Holger Rune
3. Sumit Nagal

1. Tallon Griekspoor
2. Andrej Kuznecov
3. Il'ja Ivaška

## Tabellone

### Legenda
| - Q = Qualificato - WC = Wild card - LL = Lucky loser | - ALT = Alternate - SE = Special Exempt - PR = Protected Ranking | - w/o = Walkover - r = Ritirato - d = Squalificato |

### Sezione 1
|  | Primo turno | Primo turno             | Primo turno | Primo turno | Primo turno |  |  | Ultimo turno | Ultimo turno            | Ultimo turno            | Ultimo turno | Ultimo turno |  |
|  |             |                         |             |             |             |  |  |              |                         |                         |              |              |  |
|  | 1           | Tennys Sandgren         | 6           | 2           | 3           |  |  |              |                         |                         |              |              |  |
|  |             | Bernabé Zapata Miralles | 2           | 6           | 6           |  |  |              | Bernabé Zapata Miralles | Bernabé Zapata Miralles | 7            | 6            |  |
|  | WC          | Pedro Cachín            | 6           | 5           | 6           |  |  | WC           | Pedro Cachín            | Pedro Cachín            | 5            | 3            |  |
|  | 12          | Henri Laaksonen         | 3           | 7           | 4           |  |  |              |                         |                         |              |              |  |

### Sezione 2
|  | Primo turno | Primo turno     | Primo turno     | Primo turno | Primo turno |  |  | Ultimo turno | Ultimo turno    | Ultimo turno | Ultimo turno | Ultimo turno |  |
|  |             |                 |                 |             |             |  |  |              |                 |              |              |              |  |
|  | 2           | Mikael Ymer     | Mikael Ymer     | 0           | 2           |  |  |              |                 |              |              |              |  |
|  | WC          | Holger Rune     | Holger Rune     | 6           | 6           |  |  | WC           | Holger Rune     | 3            | 6            | 7            |  |
|  |             | Mohamed Safwat  | Mohamed Safwat  | 4           | 0           |  |  | 7            | Peter Gojowczyk | 6            | 3            | 5            |  |
|  | 7           | Peter Gojowczyk | Peter Gojowczyk | 6           | 6           |  |  |              |                 |              |              |              |  |

### Sezione 3
|  | Primo turno | Primo turno        | Primo turno        | Primo turno | Primo turno |  |  | Ultimo turno | Ultimo turno    | Ultimo turno    | Ultimo turno | Ultimo turno |  |
|  |             |                    |                    |             |             |  |  |              |                 |                 |              |              |  |
|  | Alt         | Thomas Fabbiano    | Thomas Fabbiano    | 6           | 6           |  |  |              |                 |                 |              |              |  |
|  |             | Marc-Andrea Hüsler | Marc-Andrea Hüsler | 3           | 1           |  |  | Alt          | Thomas Fabbiano | Thomas Fabbiano | 6(1)         | 3            |  |
|  |             | Illja Marčenko     | 6                  | 2           | 5           |  |  | 9            | Sumit Nagal     | Sumit Nagal     | 7            | 6            |  |
|  | 9           | Sumit Nagal        | 3                  | 6           | 7           |  |  |              |                 |                 |              |              |  |

### Sezione 4
|  | Primo turno | Primo turno          | Primo turno          | Primo turno | Primo turno |  |  | Ultimo turno | Ultimo turno         | Ultimo turno | Ultimo turno | Ultimo turno |  |
|  |             |                      |                      |             |             |  |  |              |                      |              |              |              |  |
|  | 4           | Michail Kukuškin     | Michail Kukuškin     | 1           | 2           |  |  |              |                      |              |              |              |  |
|  | WC          | Carlos Gimeno Valero | Carlos Gimeno Valero | 6           | 6           |  |  | WC           | Carlos Gimeno Valero | 7            | 6            | 3            |  |
|  |             | Tallon Griekspoor    | Tallon Griekspoor    | 6           | 7           |  |  |              | Tallon Griekspoor    | 6            | 7            | 6            |  |
|  | 11          | Jurij Rodionov       | Jurij Rodionov       | 4           | 5           |  |  |              |                      |              |              |              |  |

### Sezione 5
|  | Primo turno | Primo turno             | Primo turno             | Primo turno | Primo turno |  |  | Ultimo turno | Ultimo turno            | Ultimo turno            | Ultimo turno | Ultimo turno |  |
|  |             |                         |                         |             |             |  |  |              |                         |                         |              |              |  |
|  | 5           | Dennis Novak            | Dennis Novak            | 1           | 62          |  |  |              |                         |                         |              |              |  |
|  |             | Botic van de Zandschulp | Botic van de Zandschulp | 6           | 7           |  |  |              | Botic van de Zandschulp | Botic van de Zandschulp | 3            | 2            |  |
|  | PR          | Andrej Kuznecov         | 6                       | 5           | 7           |  |  | PR           | Andrej Kuznecov         | Andrej Kuznecov         | 6            | 6            |  |
|  | 8           | Antoine Hoang           | 0                       | 7           | 6           |  |  |              |                         |                         |              |              |  |

### Sezione 6
|  | Primo turno | Primo turno   | Primo turno   | Primo turno | Primo turno |  |  | Ultimo turno | Ultimo turno  | Ultimo turno  | Ultimo turno | Ultimo turno |  |
|  |             |               |               |             |             |  |  |              |               |               |              |              |  |
|  | 6           | Il'ja Ivaška  | Il'ja Ivaška  | 6           | 6           |  |  |              |               |               |              |              |  |
|  |             | Maxime Cressy | Maxime Cressy | 1           | 3           |  |  | 6            | Il'ja Ivaška  | Il'ja Ivaška  | 6            | 6            |  |
|  | WC          | Tommy Robredo | Tommy Robredo | 63          | 4           |  |  | 10           | Federico Gaio | Federico Gaio | 3            | 2            |  |
|  | 10          | Federico Gaio | Federico Gaio | 7           | 6           |  |  |              |               |               |              |              |  |